# Unix System V
UNIX System V, (pronunciato "system five") è una delle prime versioni commerciali del sistema operativo Unix, sviluppato da AT&T in sei versioni (release). 
Durante il suo sviluppo, System V è stato pubblicato in diverse versioni, 1-2-3-4, fino ad arrivare alla versione 4, System V Release 4 (SVR4), che ha ottenuto un grande successo commerciale dovuto allo sforzo e alla collaborazione di diversi produttori unendoli in una organizzazione definita Unix System Unification., ed è stato la fonte di vari sviluppi commerciali aventi come base le caratteristiche UNIX.

## Storia
Venne sviluppato dalla AT&T a partire dal 1983; System V Release 4 (o SVR4), pubblicata nel 1989, è sicuramente stata la più famosa delle 4 e la fonte di numerose caratteristiche tipiche dei sistemi unix-like, quali il sistema di "Sys V init scripts" (/etc/init.d), usato per l'avvio e lo spegnimento del sistema, e le System V Interface Definition, uno standard che definisce quello che dovrebbe essere il funzionamento dei sistemi System V.
A partire dal 2020, il mercato Unix derivato da AT&T è suddiviso in tre varianti di System V: AIX di IBM, HP-UX di Hewlett-Packard e Solaris di Oracle.

## Caratteristiche
Comunemente AT&T si limitava a fornire l'hardware su cui girava System V, mentre i clienti acquistavano il sistema operativo vero e proprio da rivenditori autorizzati. Popolari versioni derivate di System V sono la Dell SVR4 e Bull SVR4. Le versioni di System V oggi più usate, sono probabilmente la SCO OpenServer (basata sulla System V release 3), la SCO UnixWare (basata sulla System V release 4) e la Sun Microsystems Solaris (anch'essa basata sulla System V release 4).
La release 6 venne annunciata in sviluppo nel 2003, ma allo stato attuale non si hanno notizie al riguardo.